# نونو بورجيس
نونو ميغيل أوليفيرا بورجيس (من مواليد 31 مارس 1988) هو لاعب كرة قدم محترف من الرأس الأخضر يلعب كلاعب خط وسط لنادي أتلتيكو كاسا بيا البرتغالي.